# Acacia microneura
Acacia microneura är en ärtväxtart som beskrevs av Meissner. Acacia microneura ingår i släktet akacior, och familjen ärtväxter. Inga underarter finns listade i Catalogue of Life.

## Bildgalleri

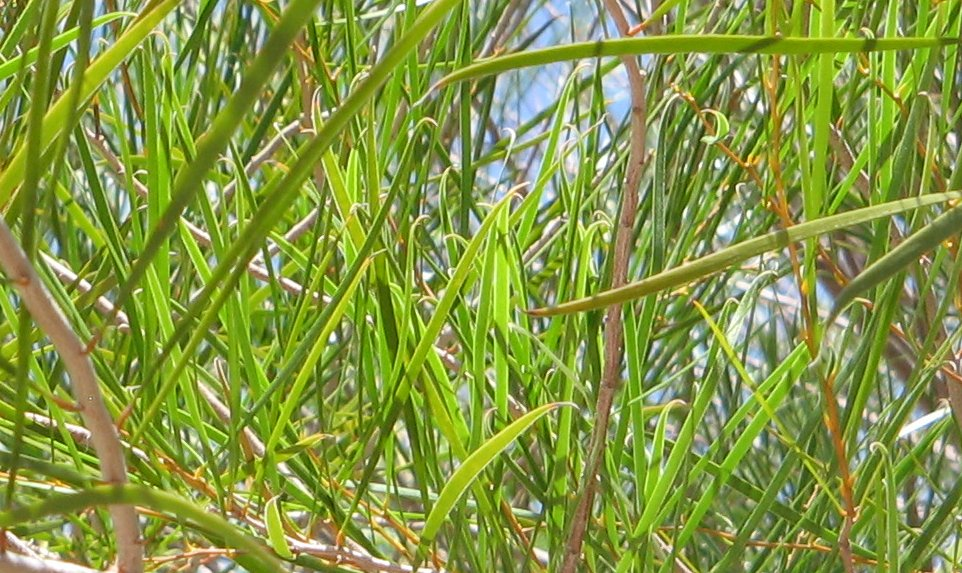
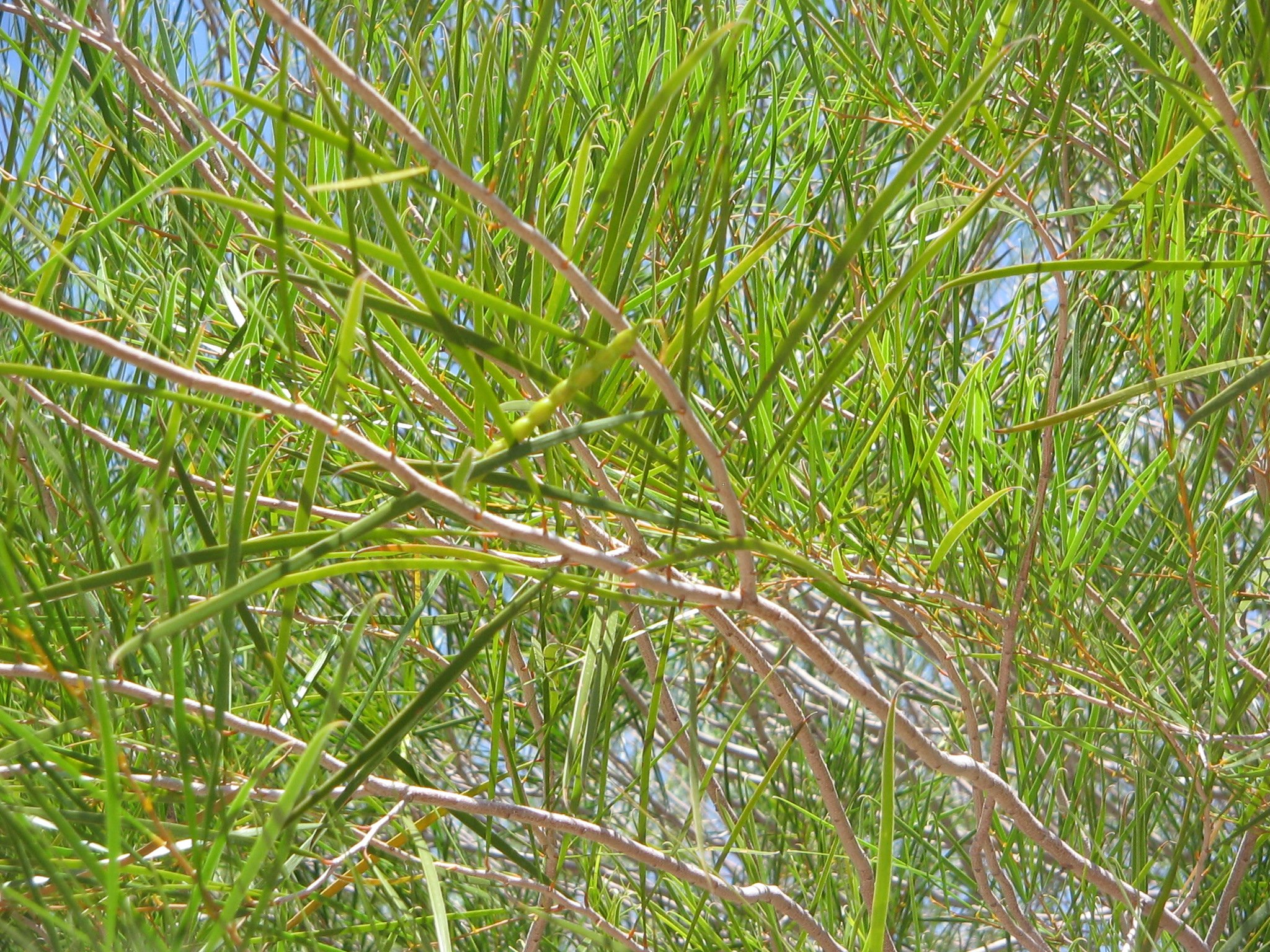
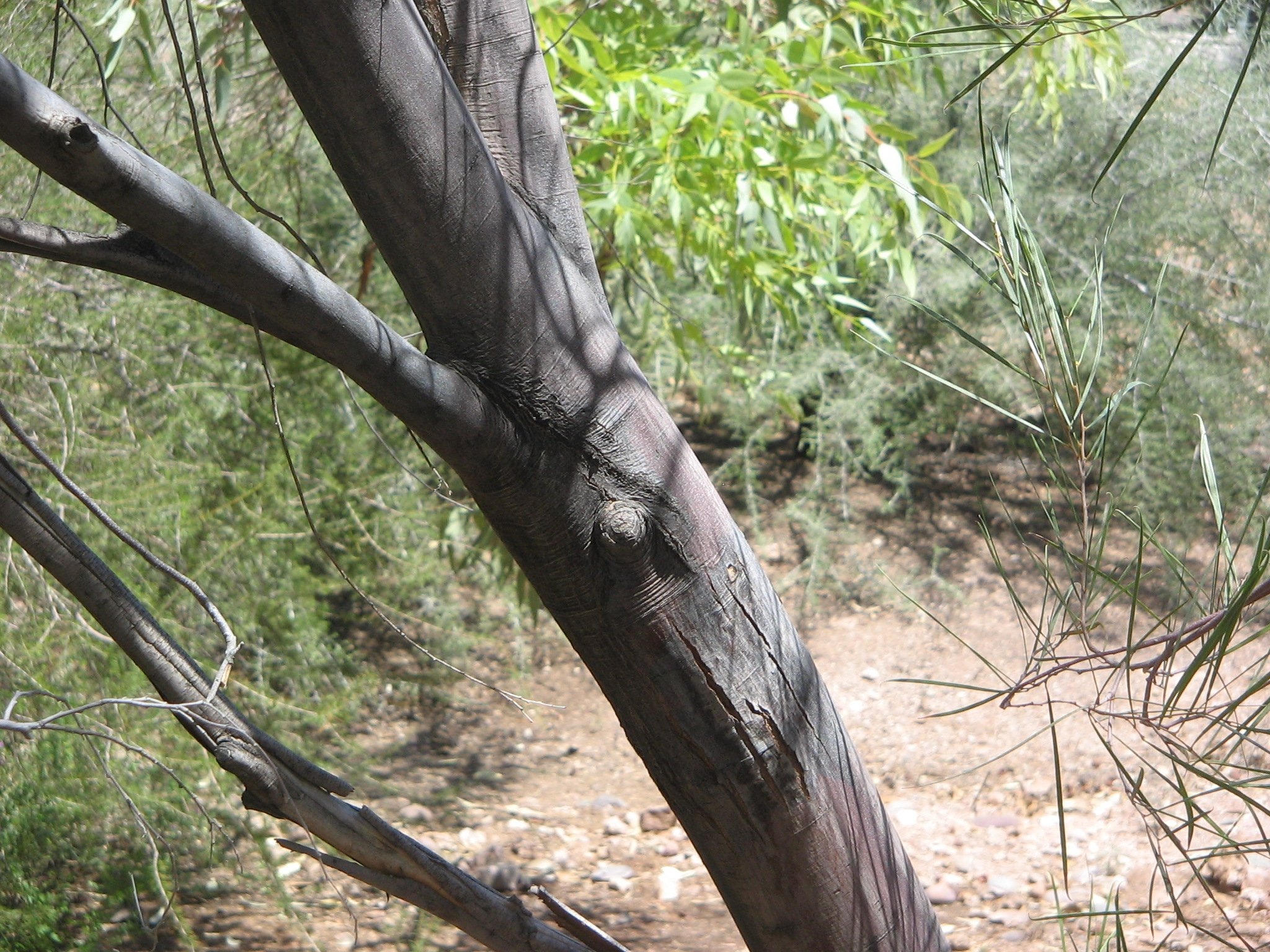
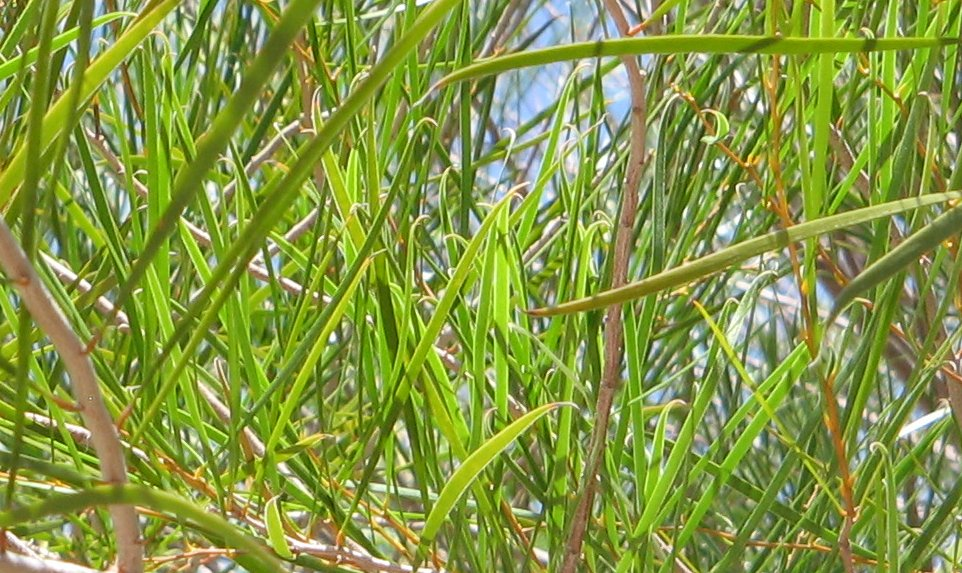